# 布朗-蒂奇马什定理
在解析數論中，布朗-蒂奇馬什定理（Brun–Titchmarsh theorem）是一個以维戈·布朗和愛德華·查爾斯·蒂奇馬什的名字命名的定理。該定理指的是算數數列中的質數個數的上界。

## 陳述
設{\displaystyle \pi (x;q,a)}為計算在模q的狀況下，與a同餘且不大於x的質數p個數的函數，則對於任意的x與q而言，有
{\displaystyle \pi (x;q,a)\leq {2x \over \varphi (q)\log(x/q)}}

## 歷史
該定理由蒙哥馬利與鲍勃·沃恩以篩法證明；而較早但稍弱、多乘以一個{\displaystyle 1+o(1)}因子的結果則由布朗和蒂奇馬什證明。

## 改進
在q相對較小，例如{\displaystyle q\leq x^{9/20}}的情況下，可得到更好的上界：
{\displaystyle \pi (x;q,a)\leq {(2+o(1))x \over \varphi (q)\log(x/q^{3/8})}}
該結果由本橋洋一在1973年發現，他利用了自己發現的塞爾伯格篩法誤差項中的雙線性結構證明了這點。之後由於亨里克·伊萬尼克將該結果延伸到組合篩上之故，這利用篩法誤差項結構的想法發展成了解析數論的其中一個主要方法。

## 與狄利克雷定理的比較
與之相對地，狄利克雷定理給出了非病態的結果，而其結果可表述如次：
{\displaystyle \pi (x;q,a)={\frac {x}{\varphi (q)\log(x)}}\left({1+O\left({\frac {1}{\log x}}\right)}\right)}
然而她的結果只對更受限的、{\displaystyle q<(\log {x})^{c}}（其中c是一個常數）的範圍成立，而這即是西格尔-瓦尔菲什定理。